# Walter Sommerfeld
Walter Sommerfeld (* 1951 in Biebesheim am Rhein) ist ein deutscher Altorientalist. Er war Professor an der Universität Marburg.
Nach dem Abitur in Marl studierte Sommerfeld von 1970 bis 1971 Chemie an der Julius-Maximilians-Universität Würzburg, von 1971 bis 1979 dann Altorientalistik, Semitistik und Religionswissenschaft an den Universitäten Würzburg, Marburg und Münster. 1979 erfolgte in Münster die Promotion im Fach Altorientalistik, woran sich eine Tätigkeit als Wissenschaftlicher Assistent ebenda anschloss. 1987 habilitierte er sich mit einer Arbeit zur altakkadischen Sprache. 1989 wurde Walter Sommerfeld zum Hochschuldozent ernannt; noch im gleichen Jahr nahm er einen Ruf auf eine Professur an der Universität Marburg an, die er seitdem innehat.
Er nahm verschiedene Aufgaben in der Universitätsverwaltung wahr, als Dekan (1991–1992 sowie 1999–2000), Konventsmitglied (1992–1997), Mitglied des Ständigen Ausschusses für Lehr- und Studienangelegenheiten (1998–2001) und stellvertretendes Senatsmitglied (2001–2004). 2006 bis 2010 war Sommerfeld Koordinator des neu gegründeten Centrums für Nah- und Mittelost-Studien, 2010 bis 2012 dessen geschäftsführender Direktor und 2012 bis 2013 stellvertretender geschäftsführender Direktor. Im Jahr 2017 trat er in den Ruhestand.
Arbeitsschwerpunkte Sommerfelds sind die Religions- und Kulturgeschichte sowie die Staatenbildungen des sumerischen und babylonischen Mesopotamien sowie die frühen semitischen Zeugnisse des Alten Orients. Er hielt sich wiederholt zu Forschungszwecken im Irak auf und grub in der dortigen Stadt Isin. Walter Sommerfeld ist Herausgeber der Reihe IMGULA. Außerdem gibt er gemeinsam mit Karl Hecker und Hans Neumann die Reihe SANTAG – Arbeiten und Untersuchungen zur Keilschriftkunde heraus.

## Publikationen (Auswahl)
- Der Aufstieg Marduks. Die Stellung Marduks in der babylonischen Religion des zweiten Jahrtausends v. Chr. (= Alter Orient und Altes Testament. Band 213). Butzon und Bercker, Kevelaer 1982 (zugleich Dissertation, Universität Münster 1979).
- Untersuchungen zum Altakkadischen. Habilitationsschrift, Münster 1987.
- Die Texte der Akkade-Zeit. Band 1: Das Dijala-Gebiet: Tutub (= IMGULA. Band 3/I). Rhema, Münster 1999.

## Ehrungen
- 2010: Ehrendoktorwürde der Arabischen Historikervereinigung in Bagdad.
- 2019: Carsten-Niebuhr-Preis für internationalen Kulturaustausch der Deutsch-Arabischen Gesellschaft[1]